# Lâmpada de cátodo oco

Diagrama básico de uma HCL.

Lâmpada de cátodo oco (HCL, do inglês hollow-cathode lamp) é um tipo de lâmpada usada na análise física e química como uma fonte de linha espectral (por espectrometria de absorção atômica, por exemplo) e como um sintonizador de frequência para as fontes de luz, tais como lasers
Uma HCL geralmente consiste de um tubo de vidro que contém um cátodo, um ânodo e um gás tampão (normalmente um gás nobre). Uma grande tensão entre o ânodo e cátodo fará com que o gás tampão ionize, criando um plasma. Os íons do gás tampão serão então acelerados para o cátodo de pulverização catódica a partir de átomos de fora do cátodo. Tanto o gás tampão e os átomos de cátodo atomizados por sua vez serão excitados pelas colisões com outros átomos/partículas no plasma. Como estes átomos de decaimento excitados para estados inferiores, eles emitem fótons, que pode então ser detectado e de um espectro pode ser determinada. Tanto o espectro a partir do tampão de gás ou o próprio material do cátodo atomizados, ou ambos, podem ser de interesse.

## Lâmpada de Cátodo Oco para análise elementares
A lâmpada de cátodo oco é uma lâmpada de descarga projetada para uso como uma fonte de linha espectral com espectrômetros de absorção atômica (AA).
É necessário uma lâmpada de cátodo oco mono ou multielementar para cada elemento a ser determinado usando a técnica de AA.
Um requisito importante para a lâmpada de cátodo oco é gerar uma linha de emissão estreita para o elemento que está sendo determinado.
A linha de emissão deve ter intensidade e pureza espectral suficientes para obter uma boa calibração (preferencialmente
linear) com baixo ruído.

## Produção das lâmpadas de cátodo oco
A produção de lâmpada de cátodo oco é um processo complexo que exige conhecimento nas mais diversas disciplinas, incluindo vidro soprado, técnicas de soldagem de vidro/quartzo, fabricação de liga metálica e espécies intermetálicas e técnicas de estabilização/purificação de lâmpadas. No primeiro estágio de produção das lâmpadas de cátodo oco, a estrutura da lâmpada é montada a partir de componentes pré-fabricados na base da lâmpada. Isto inclui o suporte do cátodo e o conjunto de ânodos.
O cátodo é preparado em uma área de produção separada, isolada para garantir a pureza e, quando necessário, proteger os
materiais do cátodo da degradação.
O cátodo é encaixado no conjunto do suporte, e a lâmpada é então selada ao soldar a vedação hermética (com a janela da extremidade de quartzo para a maioria das lâmpadas) ao corpo da lâmpada de cátodo oco.
Em seguida, a lâmpada de cátodo oco totalmente montada e selada é submetida a um processo único de estabilização e purificação.

## A purificação da lâmpada de cátodo oco
É a etapa mais crítica, pois tem como objetivo remover as impurezas do cátodo.
Isso é alcançado ao retirar o gás da lâmpada a uma alta temperatura adequada, sob alto vácuo.
Durante a fase de purificação, uma camada do material de cátodo é depositada dentro do envelope de vidro da lâmpada. A quantidade de material depositada varia de acordo com a volatilidade do cátodo.
A operação de purificação também utiliza o bombardeamento de íons do ânodo de zircônio. Isso vaporiza e deposita uma pequena quantidade do material de ânodo de zircônio dentro do envelope da lâmpada de cátodo oco. Como resultado, é criada a mancha de “getter” preta característica das lâmpadas.

Este filme de zircônio é altamente reativo e atua como um eficiente removedor de gases de impureza, como o oxigênio e o hidrogênio. Após o enchimento de gás final, a mancha de “getter” ativa absorve todos os gases de impureza, garantindo uma vida útil prolongada e a pureza espectral durante toda a vida útil da lâmpada. [saiba mais]